# Museo del Mamut (Tultepec)
El museo del mamut (MudeMa) es un recinto en el Museo de la Casa de la Cultura Víctor Urbán Velasco en Tultepec, Estado de México, que abrió sus puertas en noviembre de 2018 y resultado de excavaciones que el 22 de diciembre del 2015, donde se hizo un hallazgo de más de más de 1,500 huesos fósiles de 14 diferentes mamuts, uno de estos proboscídeos que deambuló por la zona cuenta con una antigüedad de 14,000 años y es del tipo mamut lanudo, en lo que fue la ribera del lago de Xaltocan en el barrio de San Antonio Xahuento, del municipio de Tultepec, Estado de México.
El mamut encontrado, era un adulto joven de unos 25 o 30 años de edad, cuenta con al menos el 85% de sus huesos y fue armado y exhibido con unas dimensiones de 3.8 m de altura y 6 m de largo.    
En el área cuenta con más de 1,500 m² de exhibición y se encuentras los sitios prehistóricos Tultepec I y II, en el que se puede apreciar un par de trampas para cacería de mamuts, procesos de destace y rituales relativos a su convivencia. El museo se ha realizado en al menos dos etapas donde la segunda estará disponible para finales del 2024. Dichos trabajos han sido realizados por el INAH. A nivel mundial no existe otro registro del hallazgo de este tipo de trampas para mamuts.
La excavación de las trampas por los antiguos pobladores tenía una profundidad de unos dos metros de la que tuvieron que extraer unos 400 m³ de tierra, que debieron de haber hecho un grupo numeroso y organizado de cazadores la cual forman una línea de fosas para cacería de mamuts, entre las que median de 40 a 50 metros de distancia. También se encontraron huesos de caballo y algunos de camello.
El museo forma parte de la “Ruta del Mamut” conformado por diversos museos y lugares como son:
- Museo Paleontológico de Santa Lucía “Quinametzin”
- Museo Paleontológico de Tocuila.
- Museo del Mamut de Tultepec
- Museo de Tepexpan
- Museo de Xaltocan
- Museos comunitarios de San Pablo de las Salinas en Tultitlán
- Museos comunitarios de Magdalena Huizachitla, en Coacalco
- Casa de Morelos en Ecatepec.